# PRIDE Bushido 2
PRIDE Bushido 2 fue un evento de artes marciales mixtas producido por PRIDE Fighting Championships, celebrado el 15 de febrero de 2004 en el Yokohama Arena de Yokohama.